# Abdullaziz Al-Dawsari
Abdullaziz Al-Dawsari (en árabe: عبد العزيز سعيد الدوسري‎; Dammam, Arabia Saudita; 11 de octubre de 1988) es un exfutbolista de Arabia Saudita que jugaba en la posición de extremo. Fue portada de la edición de Medio Oriente del videojuego FIFA 13 junto a Lionel Messi y Joe Hart.

## Carrera

### Club
| Periodo   | Club                       |
| --------- | -------------------------- |
| 2007–2018 | Al-Hilal FC                |
| 2018      | → Al-Qadisiyah FC (cedido) |
| 2019–2020 | Al-Faisaly FC              |
| 2020–2021 | Al-Nassr                   |
| 2022      | Al-Riyadh SC               |

### Selección nacional
Jugó para Arabia Saudita en 19 ocasiones de 2010 a 2012 y participó en la Copa Asiática 2011.

## Logros
- Saudi Pro League: 2007–08, 2009–10, 2010–11
- King Cup: 2015
- Crown Prince Cup: 2007–08, 2008–2009, 2009–10, 2010–11, 2011–12, 2012–13, 2015–16
- Super Cup: 2015, 2020